# Phlebolepis
Il flebolepide (gen. Phlebolepis) è un vertebrato agnato estinto, appartenente ai telodonti. Visse tra il Siluriano medio e il Siluriano superiore (circa 426 - 418 milioni di anni fa) e i suoi resti fossili sono stati ritrovati in Europa.

## Descrizione
Questo piccolo pesce non superava solitamente i 7 - 10 centimetri di lunghezza. Possedeva pinne pettorali appaiate poste lateralmente a forma di triangolo, che si estendevano dalla zona appena dietro le orbite fino al termine della regione cefalobranchiale. Vi era anche una piccola pinna dorsale posizionata posteriormente, e una piccola pinna anale. Erano assenti le pinne pelviche. La pinna caudale era grande e ipocerca, con il lobo ventrale molto più robusto di quello dorsale (anche se la loro lunghezza era quasi uguale). 
Phlebolepis possedeva un corpo generalmente fusiforme, ma leggermente appiattito nella parte anteriore che comprendeva circa metà dell'intero corpo. Il tronco e la coda erano invece compressi lateralmente. Le scaglie che ricoprivano il corpo erano uniformemente distribuite ma di diversi tipi e dimensioni. Le scaglie erano solitamente costituite da elementi piatti e di forma leggermente ovale, ornamentate da creste convergenti posteriormente che si incontravano in una cresta mediana più alta. L'orientamento predominante delle file di scaglie era longitudinale; le eccezioni riguardavano principalmente la regione rostrale e le file di piccole scaglie che circondavano la bocca (dove erano presenti file oblique) e la regione branchiale sotto le pinne pettorali.

## Classificazione
Phlebolepis venne descritto inizialmente sulla base di scaglie isolate ritrovate nell'isola di Saaremaa in Estonia nel 1856 da Pander, ma successivamente sono stati ritrovati numerosi altri resti completi. Fossili della specie tipo, Phlebolepis elegans, sono stati ritrovati in Estonia, Norvegia, Russia, Svezia e Regno Unito; un'altra specie, P. ornata, descritta da Märss nel 1986, è stata ritrovata in Svezia. 
Phlebolepis è il genere eponimo dei Phlebolepiformes, un ordine di vertebrati privi di mascelle appartenenti al gruppo dei telodonti, a volte considerati un semplice sottogruppo dell'ordine Thelodontiformes.